# Creamfields
Creamfields ist ein Musikfestival für Dance Music mit DJs und Live-Acts. Neben dem eigentlichen Creamfields bei Liverpool gibt es weitere  Festivals unter diesem Namen in Andalusien (Spanien), Buenos Aires (Argentinien), Istanbul (Türkei), Mexiko-Stadt (Mexiko), Moskau (Russland), Prag (Tschechische Republik), Santiago de Chile (Chile), São Paulo (Brasilien) und Breslau (Polen). Das Liverpooler Festival findet jährlich am Wochenende der Summer Bank Holiday Ende August statt, am Samstag vor dem letzten Montag im August. Das Ein-Tages-Festival wird von den Machern der Clubbing-Marke Cream organisiert.
Creamfields wurde 1998 das erste Mal veranstaltet. Seitdem findet es jährlich auf dem stillgelegten Flugfeld Old Airfield statt.
In Buenos Aires findet ein Creamfields-Festival seit 2001 statt, im Jahre 2005 kamen mehr als 65.000 Leute zusammen, um für mehr als 17 Stunden zu tanzen.
Bisherige Veranstaltungen in Liverpool:
- Creamfields UK 2000, 26. August 2000
- Creamfields UK 2001, 25. August 2001
- Creamfields UK 2002, 24. August 2002
- Creamfields 2003, 23. August 2003
- Creamfields 2004, 28. August 2004
- Creamfields 2005, 27. August 2005

In Großbritannien waren 2005 die Headliner: Basement Jaxx, Faithless und Caged Baby.
In Mexiko waren 2005 die Headliner: Stellastarr*, Paul Oakenfold, Babasónicos, Audio Bullys, Zoe, Hernan Cattaneo, Sussie 4, Los Dynamite.
In Buenos Aires waren 2005 die Headliner: The Prodigy, Paul Oakenfold, Danny Tenaglia, David Guetta, Audio Bullys, Hernan Cattaneo.
In Breslau waren die Headliner: Paul van Dyk, Kosheen, Audio Bullys, Bob Sinclar, Deep Dish, Richie Hawtin, Dave Clarke, Mario Ranieri und Roni Size. Mehr als 20.000 Personen besuchten die sechs Bühnen. Creamfields Polska 2007 fand am 7. Juli 2007 statt.

## Nebenprodukte
- Das Album Creamfields zum Festival von Paul Oakenfold wurde für einen Grammy nominiert.
- Creamfields: Mixed by Ferry Corsten war ein anderer Ableger.